# Џејн Вајман
Џејн Вајман (енгл. Jane Wyman) је била америчка глумица, рођена 5. јануара 1917. године у Сејнт Џозефу, (Мисури), а преминула је 10. септембра 2007. године у Ранчо Миражу (Калифорнија).